# Raiders de La Haye
Les Raiders de La Haye (Den Haag Raiders) est un club néerlandais de football américain basé à La Haye. Le club fut fondé en 1983 et refondé en 1999.

## Palmarès
- Champion des Pays-Bas : 1986, 1992, 1994
- Vice-champion des Pays-Bas : 1987, 1990, 1991, 1993